# تشارلز غايل
تشارلز غايل (بالإنجليزية: Charles Gayle)‏ هو عازف جاز أمريكي، ولد في 28 فبراير 1939 في بوفالو في الولايات المتحدة.

## وصلات خارجية
- تشارلز غايل على موقع IMDb (الإنجليزية)
- تشارلز غايل على موقع ميوزك برينز (الإنجليزية)
- تشارلز غايل على موقع أول ميوزيك (الإنجليزية)
- تشارلز غايل على موقع ديسكوغز (الإنجليزية)